# Чемпионат Европы по кроссу 2018
Чемпионат Европы по кроссу 2018 года прошёл 9 декабря в Тилбурге (Нидерланды). Турнир проходил в этом городе во второй раз в истории. Впервые чемпионы Европы по кроссу здесь определялись в 2005 году. Разыгрывались 13 комплектов наград: по 6 в индивидуальном и командном зачётах, а также в смешанной эстафете. Соревнования проходили среди взрослых спортсменов, молодёжи (до 23 лет) и юниоров (до 20 лет).
Местом проведения чемпионата стал сафари-парк Beekse Bergen, один из крупнейших в Западной Европе. На территории обитания многочисленных видов животных и птиц (включая жирафов, бегемотов и зебр) были проложены трассы для бегунов: малый круг — 1 км, большой круг — 1,5 км. Дистанция изобиловала различными препятствиями естественного и искусственного происхождения (повороты, горки, овраги, брёвна).
В соревнованиях приняли участие 555 легкоатлетов (301 мужчина и 254 женщины) из 38 стран Европы. Каждая страна могла выставить одну команду в эстафете и до 6 человек в каждый из 6 индивидуальных забегов. Сильнейшие в командном первенстве определялись по сумме мест трёх лучших участников сборной.
Четвёртый год подряд в чемпионате Европы по кроссу не участвовала сборная России, отстранённая от участия в международных стартах из-за допингового скандала в ноябре 2015 года. 4 декабря 2018 года отстранение было в очередной раз оставлено в силе на Совете ИААФ. В качестве нейтральных атлетов к соревнованиям были допущены Егор Николаев и Артём Алексеев — они заняли 52-е и 59-е места в мужском забеге соответственно.
Забеги прошли в холодную погоду. С самого утра в день старта в Тилбурге пошёл дождь, который сильно размыл трассу. Труднее всего пришлось взрослым спортсменам и эстафетным командам, которые соревновались последними: после предыдущих забегов грязь была почти везде, чем серьёзно затрудняла быстрый бег.
Сразу три золотые медали чемпионата завоевали братья Ингебригтсены из Норвегии. Сначала 18-летний Якоб третий раз подряд стал сильнейшим в юниорском забеге. В августе 2018 года он одержал две победы на взрослом чемпионате Европы (1500 м и 5000 м), поэтому в Тилбурге для него не составило большого труда опередить европейских сверстников. В составе сборной Норвегии он также стал чемпионом в командном зачёте.
Два старших брата Якоба выступали среди мужчин. 25-летний Филип долгое время возглавлял лидирующую группу из четырёх человек. На заключительном круге его скорость смог поддержать только бельгиец кенийского происхождения Исаак Кимели, но и он оказался бессилен перед финишным ускорением норвежца. Филип Ингебригтсен стал первым чемпионом Европы по кроссу среди мужчин в истории своей страны. Третье место занял ещё один экс-кениец Арас Кая, победитель 2016 года. 27-летний Хенрик Ингебригтсен финишировал 18-м.
Третий год подряд в женском забеге не знала себе равных Ясемин Джан. Кенийская бегунья, выступающая за Турцию, стала первой женщиной, одержавшей три победы на чемпионатах Европы по кроссу. Джан в одиночку возглавила забег через 2 км после старта, однако вскоре её догнала Фабьенн Шлумпф из Швейцарии. Вместе они лидировали до заключительных метров, где быстрее оказалась Джан. Каролина Гровдаль на последнем круге вплотную приблизилась к лидирующему дуэту и в итоге завоевала бронзовую медаль, проиграв чемпионке всего 2 секунды. Сюзан Круминс, ставшая четвёртой, привела сборную Нидерландов к победе в командном зачёте.
В мужском молодёжном забеге француз Джимми Грессье защитил чемпионский титул, а его соотечественник Юго Ай вновь поднялся на пьедестал. Эти выступления обеспечили сборной Франции второй подряд успех в командном зачёте.
Борьбу за золото в эстафете вели сборные Испании и Франции. На четвёртом этапе испанка Соланхе Андрея Перейра опередила соперницу и принесла своей команде чемпионский титул. Третье призовое место неожиданно заняла сборная Белоруссии. Медаль в Тилбурге стала для этой страны всего лишь второй за всю историю проведения чемпионатов Европы по кроссу. Первым белорусским призёром был Сергей Чеберяк, который завоевал серебро в юниорском забеге в 2006 году.

## Результаты

### Мужчины. 10,3 км
| Место | Атлет               | Страна         | Время (м.с) |
| ----- | ------------------- | -------------- | ----------- |
| 1     | Филип Ингебригтсен  | Норвегия       | 28.49       |
| 2     | Исаак Кимели        | Бельгия        | 28.52       |
| 3     | Арас Кая            | Турция         | 28.56       |
| 4     | Каан Озбилен        | Турция         | 29.04       |
| 5     | Наполеон Соломон    | Швеция         | 29.12       |
| 6     | Йеманеберхан Криппа | Италия         | 29.14       |
| 7     | Полат Арыкан        | Турция         | 29.14       |
| 8     | Адель Мешааль       | Испания        | 29.20       |
| 9     | Марк Скотт          | Великобритания | 29.21       |
| 10    | Шон Тобин           | Ирландия       | 29.22       |
| 11    | Даниэле Меуччи      | Италия         | 29.26       |
| 12    | Кристиан Джонс      | Великобритания | 29.28       |

| Место | Команда | Очки |
| ----- | --- | ---- |
| 1     | Турция · Арас Кая · Каан Озбилен · Полат Арыкан · Джихат Улус                                                           | 14   |
| 2     | Великобритания · Марк Скотт · Кристиан Джонс · Деви Гриффитс · Чарли Халсон · Росс Миллингтон · Ник Гулаб               | 34   |
| 3     | Италия · Йеманеберхан Криппа · Даниэле Меуччи · Некагенет Криппа · Ахмед Эль-Мазури · Андреа Сангвинетти · Маруан Разин | 37   |
| 4     | Испания | 38   |
| 5     | Бельгия | 38   |
| 6     | Норвегия | 55   |
| 7     | Ирландия | 70   |
| 8     | Швеция | 78   |

Курсивом выделены участники, чей результат не пошёл в зачёт команды

### Женщины. 8,3 км
| Место | Атлет             | Страна         | Время (м.с) |
| ----- | ----------------- | -------------- | ----------- |
| 1     | Ясемин Джан       | Турция         | 26.05       |
| 2     | Фабьенн Шлумпф    | Швейцария      | 26.06       |
| 3     | Каролина Гровдаль | Норвегия       | 26.07       |
| 4     | Сюзан Круминс     | Нидерланды     | 26.16       |
| 5     | Ип Вастенбург     | Нидерланды     | 26.45       |
| 6     | Элена Буркард     | Германия       | 26.53       |
| 7     | Шарлотт Артер     | Великобритания | 26.57       |
| 8     | Мелисса Кортни    | Великобритания | 26.59       |
| 9     | Пиппа Вульвен     | Великобритания | 27.02       |
| 10    | Джессика Пясецки  | Великобритания | 27.03       |
| 11    | Маурен Костер     | Нидерланды     | 27.08       |
| 12    | Трихас Гебре      | Испания        | 27.16       |

| Место | Команда | Очки |
| ----- | --- | ---- |
| 1     | Нидерланды · Сюзан Круминс · Ип Вастенбург · Маурен Костер · Юлия ван Вельтховен · Джилл Холтерман                 | 20   |
| 2     | Великобритания · Шарлотт Артер · Мелисса Кортни · Пиппа Вульвен · Джессика Пясецки · Кейт Эйвери · Верити Оккенден | 24   |
| 3     | Германия · Элена Буркард · Фабьенн Амрайн · Катерина Гранц · Дебора Шёнеборн · Ханна Кляйн                         | 50   |
| 4     | Франция | 70   |
| 5     | Швеция | 80   |
| 6     | Испания | 85   |
| 7     | Турция | 88   |
| 8     | Норвегия | 91   |

Курсивом выделены участницы, чей результат не пошёл в зачёт команды

### Молодёжь (до 23 лет). Мужчины. 8,3 км
| Место | Атлет            | Страна         | Время (м.с) |
| ----- | ---------------- | -------------- | ----------- |
| 1     | Джимми Грессье   | Франция        | 23.37       |
| 2     | Самуэль Фитви    | Германия       | 23.45       |
| 3     | Юго Ай           | Франция        | 23.48       |
| 4     | Райан Форсайт    | Ирландия       | 23.49       |
| 5     | Патрик Дивер     | Великобритания | 24.05       |
| 6     | Тарику Новалес   | Испания        | 24.05       |
| 7     | Фабьян Пальсо    | Франция        | 24.06       |
| 8     | Эмиль Кейресс    | Великобритания | 24.07       |
| 9     | Луис Жилавер     | Франция        | 24.11       |
| 10    | Адриан Бен       | Испания        | 24.12       |
| 11    | Стан Нистен      | Нидерланды     | 24.13       |
| 12    | Симоне Коломбини | Италия         | 24.13       |

| Место | Команда | Очки |
| ----- | --- | ---- |
| 1     | Франция · Джимми Грессье · Юго Ай · Фабьян Пальсо · Луис Жилавер · Янн Шрюб · Яни Хелаф                       | 11   |
| 2     | Великобритания · Патрик Дивер · Эмиль Кейресс · Махамед Махамед · Оливер Фокс · Паулос Сурафель · Джон Миллар | 30   |
| 3     | Испания · Тарику Новалес · Адриан Бен · Амин Хукми · Пабло Санчес · Игнасио Фонтес · Андрес Хименес           | 42   |
| 4     | Германия | 48   |
| 5     | Бельгия | 58   |
| 6     | Ирландия | 69   |
| 7     | Нидерланды | 78   |
| 8     | Израиль | 87   |

Курсивом выделены участники, чей результат не пошёл в зачёт команды

### Молодёжь (до 23 лет). Женщины. 6,3 км
| Место | Атлет             | Страна         | Время (м.с) |
| ----- | ----------------- | -------------- | ----------- |
| 1     | Анна Эмили Мёллер | Дания          | 20.34       |
| 2     | Анна Геринг       | Германия       | 20.36       |
| 3     | Вероника Пызик    | Польша         | 20.46       |
| 4     | Кьяра Шеррер      | Швейцария      | 20.48       |
| 5     | Селия Антон       | Испания        | 20.57       |
| 6     | Мириам Даттке     | Германия       | 20.58       |
| 7     | Эми Гриффитс      | Великобритания | 21.04       |
| 8     | Кармела Кардама   | Испания        | 21.04       |
| 9     | Поппи Танк        | Великобритания | 21.05       |
| 10    | Матильда Сенешаль | Франция        | 21.06       |
| 11    | Эгле Моренайте    | Литва          | 21.07       |
| 12    | Марта Гарсия      | Испания        | 21.13       |

| Место | Команда                                                                                                  | Очки |
| ----- | --- | ---- |
| 1     | Германия · Анна Геринг · Мириам Даттке · Лиза Терч · Леа Майер · Свеня Пингпанк                          | 22   |
| 2     | Испания · Селия Антон · Кармела Кардама · Марта Гарсия · Ноэми Кано · Паула Гонсалес · Майдер Леос       | 25   |
| 3     | Великобритания · Эми Гриффитс · Поппи Танк · Эбби Доннелли · Дани Четтентон · Лидия Тёрнер · Эмили Мойес | 33   |
| 4     | Франция                                                                                                  | 56   |
| 5     | Дания | 56   |
| 6     | Турция                                                                                                   | 77   |
| 7     | Италия                                                                                                   | 78   |
| 8     | Швейцария                                                                                                | 81   |

Курсивом выделены участницы, чей результат не пошёл в зачёт команды

### Юниоры (до 20 лет). 6,3 км
| Место | Атлет              | Страна         | Время (м.с) |
| ----- | ------------------ | -------------- | ----------- |
| 1     | Якоб Ингебригтсен  | Норвегия       | 18.00       |
| 2     | Уассим Умаиз       | Испания        | 18.09       |
| 3     | Эльзан Бибич       | Сербия         | 18.11       |
| 4     | Джейк Хейуорд      | Великобритания | 18.16       |
| 5     | Симен Халле Хёуген | Норвегия       | 18.18       |
| 6     | Мохамед Мохумед    | Германия       | 18.27       |
| 7     | Мохаммед-Амин Кода | Франция        | 18.28       |
| 8     | Айетуллах Асланхан | Турция         | 18.45       |
| 9     | Ник Егер           | Германия       | 18.47       |
| 10    | Валентен Брес      | Франция        | 18.47       |
| 11    | Брам Андериссен    | Нидерланды     | 18.47       |
| 12    | Айзек Эйкерс       | Великобритания | 18.48       |

| Место | Команда | Очки |
| ----- | --- | ---- |
| 1     | Норвегия · Якоб Ингебригтсен · Симен Халле Хёуген · Хокон Ставик · Йонатан Андерсен Ведвик · Симон Небийо Стейнсхамн | 28   |
| 2     | Великобритания · Джейк Хейуорд · Айзек Эйкерс · Мэттью Уиллис · Джек Майер · Том Мортимер · Рори Леонард             | 30   |
| 3     | Германия · Мохамед Мохумед · Ник Егер · Доминик Мюллер · Янник Вайсс · Элиас Шремль                                  | 38   |
| 4     | Франция | 41   |
| 5     | Ирландия | 55   |
| 6     | Нидерланды | 56   |
| 7     | Испания | 62   |
| 8     | Турция | 65   |

Курсивом выделены участники, чей результат не пошёл в зачёт команды

### Юниорки (до 20 лет). 4,3 км
| Место | Атлет            | Страна         | Время (м.с) |
| ----- | ---------------- | -------------- | ----------- |
| 1     | Надя Баттоклетти | Италия         | 13.46       |
| 2     | Делия Склабас    | Швейцария      | 13.47       |
| 3     | Инджи Калкан     | Турция         | 13.48       |
| 4     | Ясмейн Лау       | Нидерланды     | 13.51       |
| 5     | Амелия Квирк     | Великобритания | 13.57       |
| 6     | Карла Гальярдо   | Испания        | 13.58       |
| 7     | Хахиса Мланга    | Великобритания | 14.00       |
| 8     | Эмма О’Брайен    | Ирландия       | 14.01       |
| 9     | Сара Хили        | Ирландия       | 14.03       |
| 10    | Фамке Хейнст     | Нидерланды     | 14.04       |
| 11    | Грейс Брок       | Великобритания | 14.05       |
| 12    | Сибиль Херинг    | Швейцария      | 14.06       |

| Место | Команда                                                                                                   | Очки |
| ----- | --- | ---- |
| 1     | Великобритания · Амелия Квирк · Хахиса Мланга · Грейс Брок · Кэри Хьюз · Анна Макфадьен · Тиффани Пенфолд | 23   |
| 2     | Нидерланды · Ясмейн Лау · Фамке Хейнст · Рос Блокхёйс · Диана ван Эс · Ясмейн Баккер · Анна Хайтауэр      | 28   |
| 3     | Турция · Инджи Калкан · Эмине Акбингёль · Дерья Кунур · Сабрийе Гюзельюрт                                 | 39   |
| 4     | Швейцария                                                                                                 | 40   |
| 5     | Италия | 41   |
| 6     | Ирландия                                                                                                  | 42   |
| 7     | Испания                                                                                                   | 43   |
| 8     | Германия                                                                                                  | 98   |

Курсивом выделены участницы, чей результат не пошёл в зачёт команды

### Смешанная эстафета
Порядок и длина этапов: мужчины (1,2 км) — женщины (1,5 км) — мужчины (1,5 км) — женщины (1,6 км).
| Место | Команда                                                                                  | Время (м.с) |
| ----- | ---------------------------------------------------------------------------------------- | ----------- |
| 1     | Испания · Саул Ордоньес · Эстер Герреро · Виктор Руис · Соланхе Андрея Перейра           | 16.10       |
| 2     | Франция · Алексис Мьелле · Ренель Ламот · Махидин Мехисси-Бенаббад · Жоанна Жейер-Карлес | 16.12       |
| 3     | Беларусь · Артём Логиш · Илона Иванова · Сергей Платонов · Ольга Немогай                 | 16.21       |
| 4     | Великобритания                                                                           | 16.24       |
| 5     | Украина                                                                                  | 16.30       |
| 6     | Швеция                                                                                   | 16.32       |
| 7     | Бельгия                                                                                  | 16.34       |
| 8     | Латвия                                                                                   | 16.40       |

## Медальный зачёт
Медали завоевали представители 14 стран-участниц.
 Принимающая страна
| Место | Страна         | Золото | Серебро | Бронза | Всего |
| ----- | -------------- | ------ | ------- | ------ | ----- |
| 1     | Норвегия       | 3      | 0       | 1      | 4     |
| 2     | Франция        | 2      | 1       | 1      | 4     |
| 3     | Турция         | 2      | 0       | 3      | 5     |
| 4     | Великобритания | 1      | 4       | 1      | 6     |
| 5     | Германия       | 1      | 2       | 2      | 5     |
| 6     | Испания        | 1      | 2       | 1      | 4     |
| 7     | Нидерланды     | 1      | 1       | 0      | 2     |
| 8     | Италия         | 1      | 0       | 1      | 2     |
| 9     | Дания          | 1      | 0       | 0      | 1     |
| 10    | Швейцария      | 0      | 2       | 0      | 2     |
| 11    | Бельгия        | 0      | 1       | 0      | 1     |
| 12    | Беларусь       | 0      | 0       | 1      | 1     |
| 12    | Польша         | 0      | 0       | 1      | 1     |
| 12    | Сербия         | 0      | 0       | 1      | 1     |
| Всего | Всего          | 13     | 13      | 13     | 39    |